# Lillesands kommun
Lillesands kommun (norska: Lillesand kommune) är en kommun i Agder fylke i södra Norge. Kommunens centralort är staden Lillesand. Namnet kommer från fornnordiskans Sandr som betyder sandstrand. När Kristiansand grundades 1641 lade man till lille för att kunna skilja dem åt.
Lillesands kommun är vänort till Nynäshamns kommun i Sverige.

## Administrativ historik
Lillesands kommun bildades 1837. 1962 slogs kommunen ihop med Vestre Molands och Høvågs kommuner. Samtidigt överfördes ett område med 22 invånare från Eide kommun. Vid denna sammanslagning bytte Lillestrand kommunkod från 0905 till 0926.
2020 slogs Vest-Agder och Aust-Agder fylke samman och Lillesand fick åter ny kommunkod, 4215.

## Tätorter
I Lillesands kommun finns två tätorter:
- Høvåg
- Lillesand (centralort)

## Socknar
Inom Norska kyrkan är Lillesands kommun indelad i två socknar:
- Høvågs socken
- Lillesands socken

Socknarna ingår i Vest-Nedenes prosteri i Agder og Telemarks stift.

## Bilder

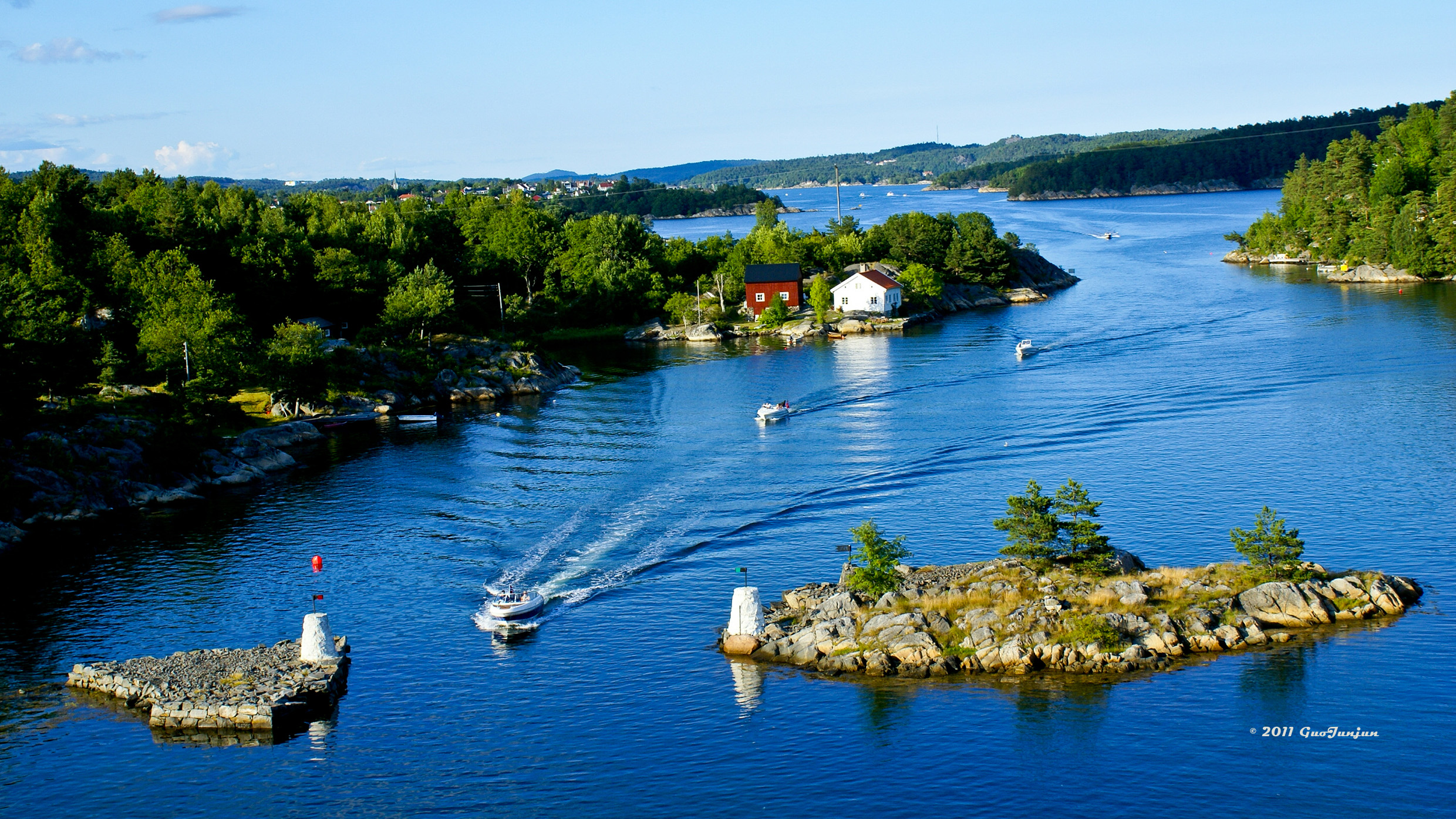
Vy från Justøybron.
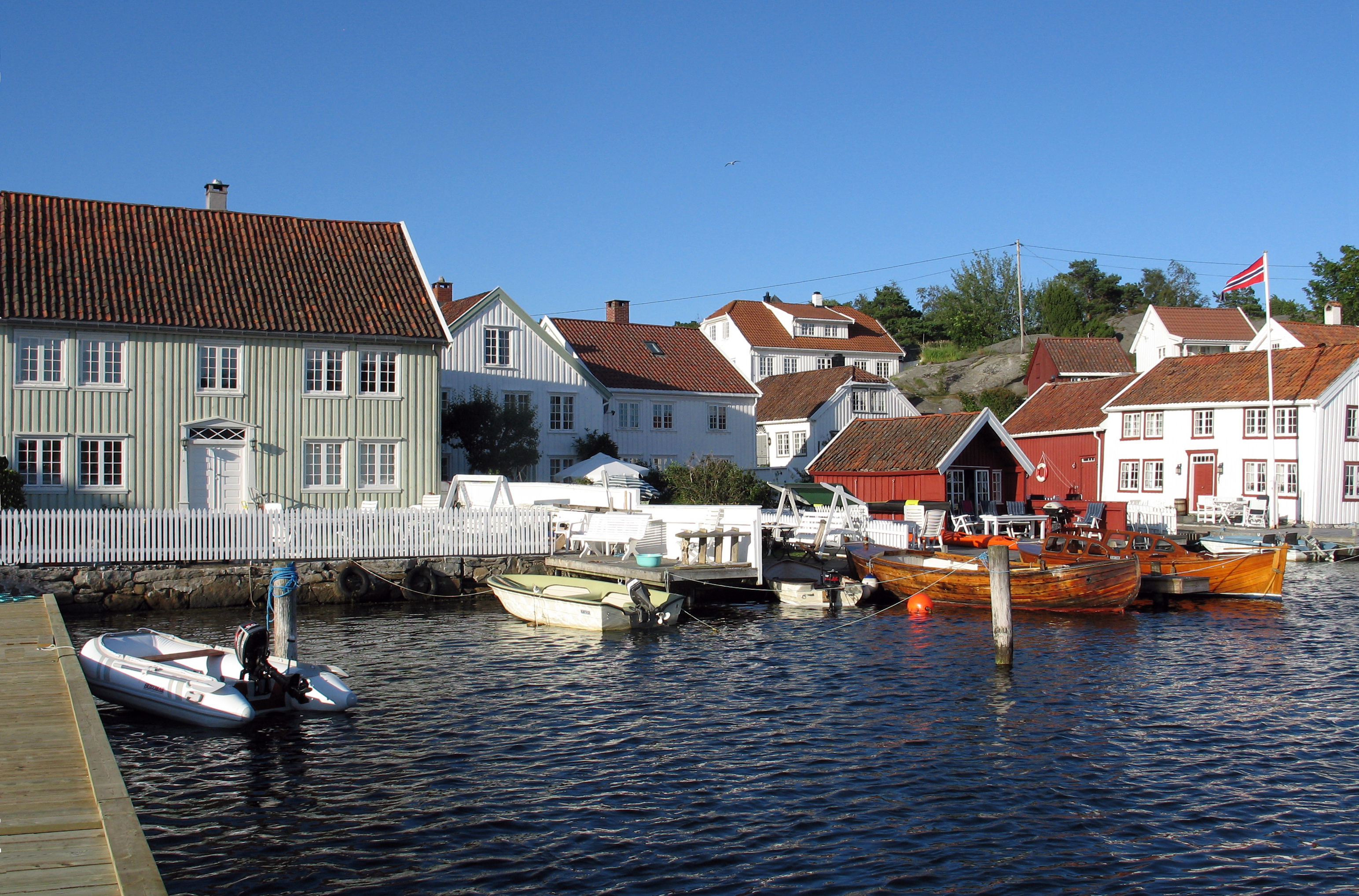
Brekkestø.
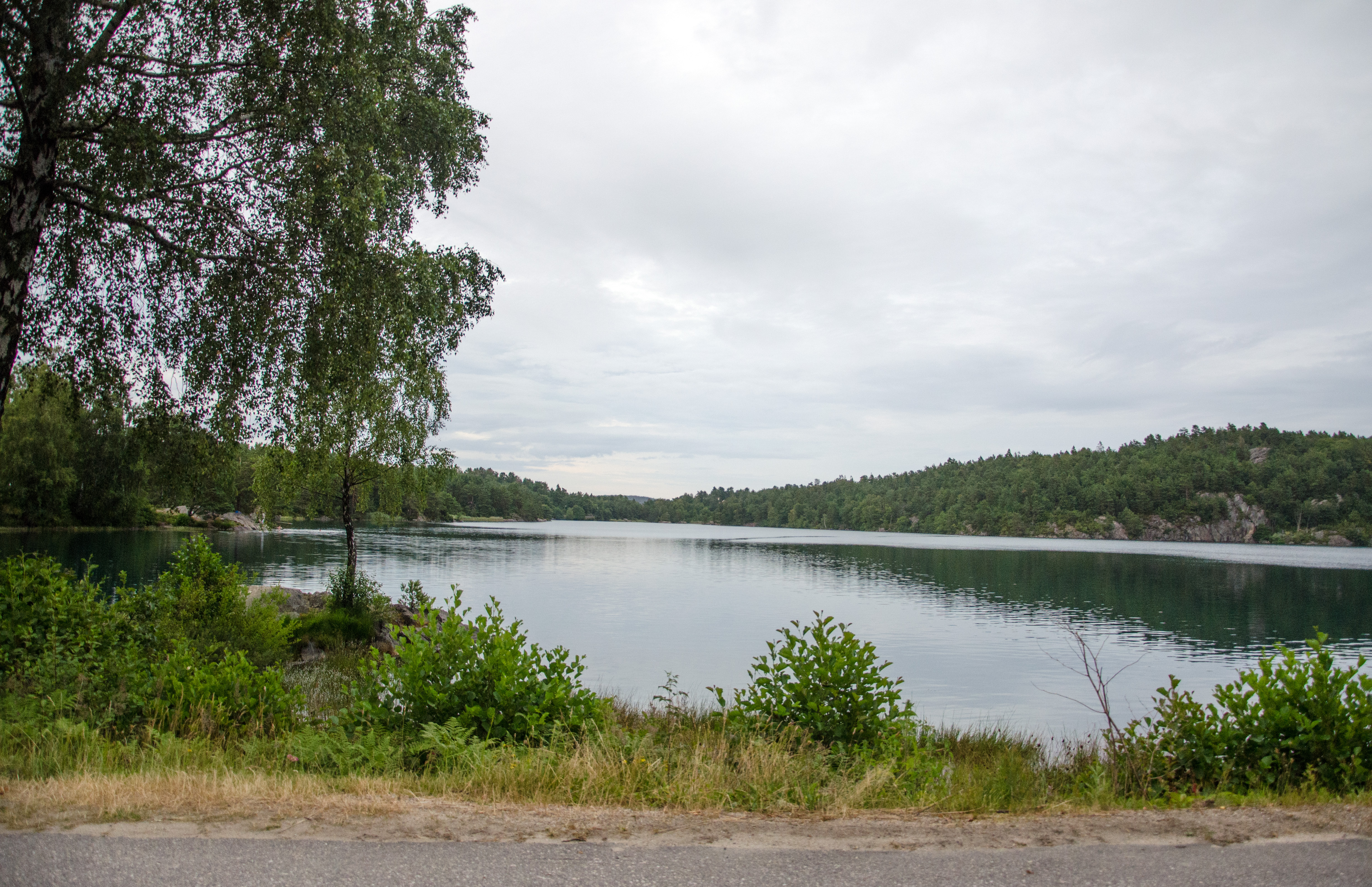
Langedalsvannet.